# The Massacre
The Massacre — другий студійний альбом американського репера 50 Cent, виданий 3 березня 2005 р. лейблами Shady Records, Aftermath Entertainment та Interscope Records.
Вихід релізу перенесли на 5 днів раніше заявленого терміну, щоб уникнути потрапляння до мережі. Альбом посів 1-шу сходинку чарту Billboard 200 з результатом у 1,14 млн проданих копій за перший тиждень. Платівка номінувалася на Ґреммі у категорії «Найкращий реп-альбом», але на 48-ій церемонії вручення премії програла альбому Каньє Веста Late Registration.
Початкова назва: St. Valentine's Day Massacre, що є посиланням на бійню в день святого Валентина. Платівку не видали 14 лютого 2005, тому назву скоротили до The Massacre. На цензурованій версії альбому «Gunz Come Out» містить ненормативну лексику.

## Комерційний успіх та відгуки
За перший тиждень реліз розійшовся накладом у 1,14 млн проданих копій. З цим результатом The Massacre посідає 3-тю сходинку серед реп-альбомів за тиражем у перший тиждень. Попереду дві платівки Емінема The Eminem Show (1,32 млн) та The Marshall Mathers LP (1,79 млн).
Більшість критиків позитивно оцінили реліз. Журнал Rolling Stone назвав його 10-им найкращим альбомом року.

## Список пісень
- Співавтор усіх треків: 50 Cent.

| #   | Назва | Автор                                                                                              | Продюсер(и)                                          | Тривалість |
| --- | --- | -------------------------------------------------------------------------------------------------- | ---------------------------------------------------- | ---------- |
| 1.  | «Intro» | | Eminem                                               | 0:41       |
| 2.  | «In My Hood»                                                                                               | Луїс Ресто, Т. Кроуфорд, П. Піттс, Маршалл Метерс                                                  | C. Styles, Bang Out; Eminem, Луїс Ресто (дод. прод.) | 3:51       |
| 3.  | «This Is 50»                                                                                               | Р. Сміт, Майкл Клервуа                                                                             | Sha Money XL, Black Jeruz                            | 3:04       |
| 4.  | «I'm Supposed to Die Tonight»                                                                              | Ресто, Стів Кінґ, Метерс                                                                           | Eminem; Луїс Ресто (дод. прод.)                      | 3:51       |
| 5.  | «Piggy Bank»                                                                                               | К. Кейн                                                                                            | Needlz                                               | 4:15       |
| 6.  | «Gatman and Robbin» (з участю Eminem)                                                                      | Джефф Бесс, Ресто, Марк Бесс, Ніл Гефті, Метерс                                                    | Eminem; Bass Brothers (дод. прод.)                   | 3:46       |
| 7.  | «Candy Shop» (з участю Olivia)                                                                             | Скотт Сторч                                                                                        | Scott Storch                                         | 3:29       |
| 8.  | «Outta Control»                                                                                            | Андре Янґ, Майк Елізондо, Марк Бетсон, Кристофер Поуп                                              | Dr. Dre, Mike Elizondo                               | 3:21       |
| 9.  | «Get in My Car»                                                                                            | Т. Котрелл                                                                                         | Hi-Tek                                               | 4:05       |
| 10. | «Ski Mask Way»                                                                                             | Реймонд Тайсон, Банні Сіґлер, Ресто, Метерс, Дейв «Disco D» Шейман                                 | Disco D; Eminem, Luis Resto (дод. прод.)             | 3:05       |
| 11. | «A Baltimore Love Thing»                                                                                   | Квентін Стейплс, Норма Тоні                                                                        | Cue Beats                                            | 4:17       |
| 12. | «Ryder Music»                                                                                              | Котрелл                                                                                            | Hi-Tek                                               | 3:51       |
| 13. | «Disco Inferno»                                                                                            | Кроуфорд, Піттс                                                                                    | C. Styles, Bang Out                                  | 3:34       |
| 14. | «Just a Lil Bit»                                                                                           | Сторч                                                                                              | Scott Storch                                         | 3:57       |
| 15. | «Gunz Come Out»                                                                                            | Янґ, Елізондо                                                                                      | Dr. Dre, Mike Elizondo                               | 4:24       |
| 16. | «My Toy Soldier» (з участю Tony Yayo)                                                                      | Метерс, Ресто, Кінґ, Марвін Бернард                                                                | Eminem; Luis Resto (дод. прод.)                      | 3:44       |
| 17. | «Position of Power»                                                                                        | Джонатан Ротем                                                                                     | Дж.Р. Ротем                                          | 3:12       |
| 18. | «Build You Up» (з участю Jamie Foxx)                                                                       | Сторч                                                                                              | Scott Storch                                         | 2:55       |
| 19. | «God Gave Me Style»                                                                                        | Кейн, Леонард Кестон-молодший, Том Макфадден                                                       | Needlz                                               | 3:01       |
| 20. | «So Amazing» (з участю Olivia)                                                                             | Ротем, Дж. Лопез                                                                                   | J.R. Rotem                                           | 3:16       |
| 21. | «I Don't Need 'Em»                                                                                         | Ентоні Бест                                                                                        | Buckwild                                             | 3:13       |
| 22. | «Hate It or Love It (G Unit Remix)» (з участю The Game, Tony Yayo, Young Buck та Lloyd Banks) (бонус-трек) | Дж. Тейлор, К. Ллойд, Д. Браун, М. Бернард, А. Ліон, М. Валензано, Р. Бейкер, Н. Гарріс, А. Фелдер | Cool & Dre                                           | 5:24       |

| Бонус-треки (Видання 2006) | Бонус-треки (Видання 2006)      | Бонус-треки (Видання 2006)              | Бонус-треки (Видання 2006) | Бонус-треки (Видання 2006) |
| #                          | Назва                           | Автор                                   | Продюсер(и)                | Тривалість                 |
| -------------------------- | ------------------------------- | --------------------------------------- | -------------------------- | -------------------------- |
| 22.                        | «Window Shopper»                | Т. Кроуфорд, Дж. Г. Тернбулл, Б. Марлі] | C. Styles, Sire            |                            |
| 23.                        | «Best Friend» (з участю Olivia) |                                         | Hi-Tek                     |                            |

Семпли
- «Intro» містить фраґменти з «What Up Gangsta» у вик. 50 Cent
- «This Is 50» містить семпли з «Things Done Changed» у вик. The Notorious B.I.G.
- «I'm Supposed to Die Tonight» містить вокальні семпли з «Vocal Planet» у вик. Spectrasonics
- «Gatman and Robbin» містить переграні фраґменти з «Batman Theme»
- «Candy Shop» містить семпл з «Love Break» у вик. The Salsoul Orchestra (не зазначено)
- «Ski Mask Way» містить семпли з «What Am I Waiting For» у вик. The O'Jays та переспів фраґментів з «Cell Therapy» у вик. Goodie Mob
- «A Baltimore Love Thing» містить семпли з «I'll Be Waiting There for You» у вик. The Dells
- «God Gave Me Style» містить семпли з «Each Day I Cry a Little» у вик. Едді Кендрікса
- «I Don't Need 'Em» містить семпли з «Nobody Knows» у вик. S.C.L.C.
- «Hate It or Love It (G Unit Remix)» містить семпли з «Rubberband» у вик. The Trammps.

## Учасники
| - Dr. Dre, Eminem — виконавчі продюсери, зведення - 50 Cent — виконавчий продюсер - Sha Money XL — виконавчий співпродюсер, звукорежисер, зведення - Джефф Бесс, Дейв Кабрера, Лайонел Голомен — клавішні - Стів Бомен, Мауріцио «Veto» Ірреґоррі — звукорежисери, зведення - Акейн Бегренс, Тоні Кампана, Адам Гоукінс, Камерон Гуфф, Джаред Лопез, Кай Міллер, Алекс Ортіз, Чак Рід, Ед Скретч — звукорежисери - Джефф Бернс, Скотт Ґут'єррес, Рубл Капур, Стів Лінінґер, Роберто Рейс, Брендон Вінслоу — асистенти звукорежисера - Ларрі Четмен, Кірдіс Постель — коодинатори проекту - Ліндсі Коллінз — вокал на «Intro» - Рубен Круз, Dion, Трейсі Нельсон, Конеша Овенс, Барбара Вілсон — бек-вокал - Майк Елізондо — бас-гітара, гітара, клавішні, ситара - Ніколь Франц — креативна підтримка - Браян «Big Bass» Ґарденер — мастеринг - Івет Ґейл — рекламний аґент | - Зак Ґолд — фотограф - Тіффан Гасборн — стиліст - Ерік Гадсон — бас-гітара - Тайру «Slang» Джонас — дизайн монети - Стівен Кінґ — бас-гітара, гітара, зведення - Маркус Гайссер, Марк Лабель, Майк Лінн, Трейсі Макнью, Ріґґс Моралес — A&R - Кріс Лайті, Джеймс Оруз — менеджмент - Ендрю Мейнс, Ревід Йозеф — монтаж - Луїс Ресто — клавішні, труба - Девід Сеслоу, Ренді Сосін — відео - Келлі Сато — координатор маркетингу - Лес Скаррі — управління операціями - Ненсі Стерн — очищення семплів - Патрік Віала — зведення - Че Вішез — програмування |

## Чартові позиції
| Чарт (2005)               | Найвища позиція |
| ------------------------- | --------------- |
| Австралія                 | 2               |
| Австрія                   | 2               |
| Валлонія                  | 9               |
| Велика Британія           | 1               |
| Данія                     | 8               |
| Іспанія                   | 32              |
| Італія                    | 13              |
| Канада                    | 1               |
| Нідерланди                | 2               |
| Нова Зеландія             | 1               |
| Норвегія                  | 3               |
| Португалія                | 5               |
| США                       | 1               |
| US Rap Albums             | 1               |
| US Top R&B/Hip-Hop Albums | 1               |
| Угорщина                  |                 |
| Фінляндія                 | 7               |
| Фландрія                  | 3               |
| Франція                   | 3               |
| Швейцарія                 | 2               |
| Швеція                    | 10              |

## Сертифікації
| Країна          | Сертифікація  |
| --------------- | ------------- |
| Австралія       | Платиновий    |
| Велика Британія | Платиновий    |
| Бельгія         | Золотий       |
| Греція          | Золотий       |
| Європа          | Платиновий    |
| Ірландія        | 2× Платиновий |
| Канада          | 3× Платиновий |
| Німеччина       | Платиновий    |
| Нова Зеландія   | Платиновий    |
| Росія           | 3× Платиновий |
| США             | 5× Платиновий |
| Франція         | Золотий       |
| Швейцарія       | Платиновий    |
| Японія          | Платиновий    |

## The Massacre (Спеціальне видання)
6 вересня 2005 вийшло перевидання альбому. Замість оригінальної версії «Outta Control» платівка містить ремікс, записаний з участю Mobb Deep. Пісня «Hate It or Love It (G Unit Remix)» відсутня через конфлікт з Game. DVD містить відеокліпи на всі треки перевидання, анімоване інтро й трейлери до фільму «Розбагатій або помри» та відеогри 50 Cent: Bulletproof. Завдяки цьому альбом піднявся на 2-ге місце чарту США.